# Walden 7
Walden 7 es un edificio  de la avenida de la Industria, San Justo Desvern (Barcelona, España). Es una obra del estudio de Taller de Arquitectura dirigido por Ricardo Bofill. El edificio es un ejemplo clave dentro de la arquitectura modular en España.

## El proyecto
El proyecto nace en 1970, y se diseña por el grupo multidisciplinar de Taller de Arquitectura. Un grupo de trabajo donde se pretendía unir ciencias como ingeniería, psicología, filosofía y arquitectura. Entre los cuales estaban los hermanos Anna y Ricardo Bofill, Salvador Clotas, Ramón Collado, José Agustín Goytisolo, Joan Malagarriga, Manuel Núñez Yanowsky, Dolors Rocamora y Serena Vergano. 
Originalmente se denominó Ciudad del Espacio e inicialmente se pensó en construirlo en Madrid. Se inspiró en la obra utópica de ciencia ficción del autor Burrhus Frederic Skinner, Walden dos. Consistía en la construcción de una gran cantidad de viviendas autogestionadas para simular una pequeña ciudad en vertical, con casas y pisos, calles, tiendas y comercios. La mitad de la superficie en planta se destinaría a usos comunitarios, circulaciones y jardines. De esta forma aun con una densidad relativamente alta, se podía contrarrestar por el espacio en vertical. 
Por motivos económicos terminó solo construido y habitado un único edificio. El espacio comunitario también se redujo para así aumentar el número de viviendas. Al lado aún se conserva los restos de la antigua fábrica de cemento donde Bofill creó su propio estudio. También se conserva la antigua chimenea de la fábrica —en su momento la más alta de Europa— como un restaurante.

## Construcción
Con un presupuesto menor que el de las viviendas sociales de la época y una financiación atípica, el Walden 7 se levanta como un monumento y punto de referencia de San Justo Desvern, en el área metropolitana de Barcelona. Su construcción es polémica por sus problemas económicos desde un principio.
Se empieza a levantar el primer edificio en unos terrenos suburbanos anteriormente ocupados por una fábrica de cemento. La construcción se inició en 1973 por la empresa de construcción Dragados (actualmente de ACS) pero dejó la obra durante los primeros años a otras empresas pequeñas al encontrarse con problemas a la hora de cobrar por sus servicios.
En 1980, con solo uno de los tres edificios construidos, se encontraron evidentes y graves deficiencias cuando las baldosas -además de humedades, grietas en el interior de las viviendas o suelos levantados del primer edificio- empezaron a desprenderse. Durante muchos años una gran red protegía de las baldosas rotas. El proyecto original dejó de cumplirse al quebrar la empresa inmobiliaria, una filial del Banco Industrial de Catalunya, de Banca Catalana. El ayuntamiento se negó a declarar el edificio en ruina y para liquidar la deuda se quedó con los terrenos que aún estaban sin edificar. El coste de la reforma costó unos 1000 millones de pesetas (6 millones de euros). La rehabilitación del edificio se finalizó en 1995 e introdujo beneficios y mejoras como en la envolvente del edificio y una mejor climatización.

## Formas y colores
El Walden está formado por dos ejes de simetría sobre los que se desplazan  módulos de 30 por 30 siguiendo las leyes de simetría. El edificio tiene cinco patios. Estos patios están comunicados a todos los niveles mediante circulaciones horizontales y verticales. Los callejones y pasadizos tienen nombres de grandes personalidades del siglo XX como Chaplin, Marx o Kafka o Albert Einstein.
El edificio es como un barrio que además de extenderse horizontalmente, lo hace verticalmente. En Total el edificio tiene 16 pisos de altura (incluyendo la terraza), y su superficie es de 31.140 m². Lo formaban inicialmente 446 viviendas, actualmente residen en él unos mil doscientos vecinos. 
La fachada delantera tiene una forma parecida a una gran letra “M”, en cambio en la fachada posterior se distingue una doble "O". Las viviendas se forman uniendo módulos cuadrados de 30m², creando desde un estudio de un solo módulo hasta un piso de cuatro módulos en dos niveles distintos.
Las ventanas exteriores tienen una peculiar forma semicircular y su distribución en las fachadas es irregular aunque mantiene cierta simetría.. La combinación de líneas rectas y circulares es constante en todo el edificio
Aunque el exterior del edificio es de un color rojo arcilloso, en el interior se combina este color con un azul intenso. De color azul son por ejemplo las zonas comunes de la planta baja, los pasillos, pasarelas y las paredes de los cuatro principales patios interiores (con una fuente en la planta baja).

## En las artes y la cultura popular
El escritor José Agustín Goytisolo, antiguo vecino del Walden, publicaría un libro de poemas donde hace referencia al Walden. El aparcamiento del edificio está decorado con palabras de Goytisolo como esta breve poesía:

Igual que en cueva o castillo mágico
todo iba a cambiar en aquel sitio,
todo iba a cambiar porque en el sueño
las cosas imposibles ocurren fácilmente.
Goytisolo

En la novela El amante bilingüe de Juan Marsé, el protagonista vive en el edificio Walden 7. En la novela el edificio es descrito como una «maltrecha fortaleza de formas cambiantes, roja, misteriosa y sideral como un crustáceo gigantesco», con «losetas que se desprendían de la fachada estrellándose contra el suelo».

## Galería de imágenes

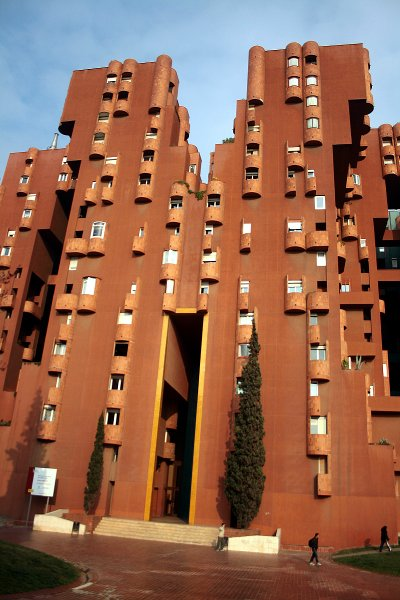
Fachada delantera
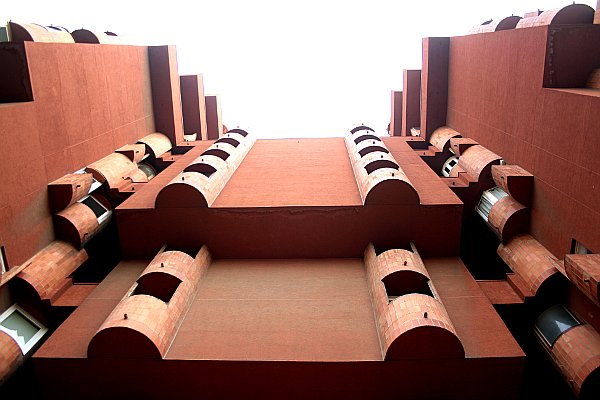
Ventanas
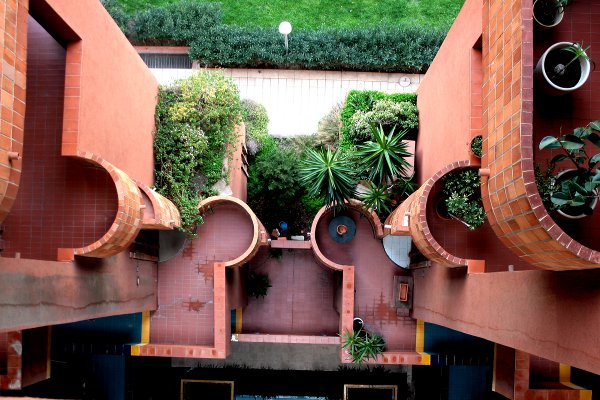
Vista de algunos balcones
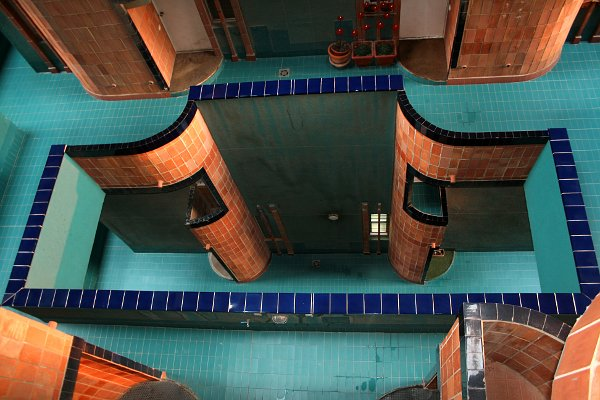
Vista de un patio interior